# Skiantos
Gli Skiantos sono un gruppo rock demenziale formato a Bologna a metà degli anni settanta. Fecero parte della prima ondata del punk rock italiano di cui la città di Bologna, allora molto legata al movimento del Settantasette, fu il primo e più fertile centro nevralgico.

## Storia

### 1975-1977:Inascoltable
Gli Skiantos nascono in forma embrionale nel 1975 a Bologna, quando un gruppo di ragazzi del DAMS si ritrova per suonare nella cantina del futuro cantante Roberto Antoni, poi conosciuto come Freak Antoni. Nel 1976 Freak Antoni faceva parte anche di un gruppo chiamato Demenza Precoce. Il progetto Skiantos prese maggiore concretezza nel 1977 con Inascoltable, inciso in «una notte di improvvisazione per una decina di persone innamorate della musica» (Freak Antoni), molte delle quali non si conoscevano fra loro. Alle registrazioni, che furono pubblicate su musicassetta da Oderso Rubini della Harpo's Bazaar (in seguito Italian Records), parteciparono 5 cantanti, 6 musicisti. I concerti del gruppo, soprattutto agli inizi, sono caratterizzati da performance provocatorie con riferimenti all'avanguardia futurista e dadaista, che includono il lancio di ortaggi sul pubblico da parte dei musicisti.

### 1978-1982: dalla Cramps Records allo scioglimento
Nel 1978 gli Skiantos realizzano per la Cramps Records di Gianni Sassi il loro secondo LP dal titolo MONO tono, a detta del leader Freak Antoni un disco punk, con cui si affermano grazie anche all'anticonformismo di rottura sociale tipico del movimento del Settantasette, di cui il gruppo stesso diventa ben presto uno dei portavoce. Il disco fu preceduto dal singolo Karabigniere Blues/Io sono un autonomo, sempre pubblicato dalla Cramps Records.
Il 2 aprile 1979 partecipano al Bologna Rock, un festival che si svolse nel palasport locale e che vedeva sul palco i migliori gruppi dell'allora scena punk rock e new wave cittadina. Fra questi vi erano i Windopen, Luti Chroma, Gaznevada, Bieki, Naphta, Confusional Quartet, Andy J. Forest, Frigos e Cheaters. Gli Skiantos portarono sul palco una cucina, un tavolo, un televisore e un frigo, misero a bollire gli spaghetti e poi li mangiarono, senza suonare nulla; alle proteste del pubblico Antoni avrebbe risposto "Non capite un cazzo: questa è avanguardia, pubblico di merda". L'esibizione, definita una fuga dall'immagine stereotipata del gruppo rock in cui la band cominciava a sentirsi intrappolata, fu però fraintesa e disprezzata da molti dei precedenti estimatori. Freak Antoni a tale proposito ha commentato: "La nostra provocazione aveva toccato, a seconda dei punti di vista, il fondo e l'apice nello stesso momento".
Nel 1979 danno alle stampe l'LP Kinotto, a detta di Freak Antoni un LP new wave. Nello stesso anno partecipano al concerto Omaggio a Demetrio Stratos organizzato dalla Cramps Records. Dalle registrazioni del concerto fu realizzato l'album 1979 Il concerto - Omaggio a Demetrio Stratos che, oltre all'inedita Ehi Bubba Loris degli Skiantos, raccoglie i brani di altri autori presenti, tra cui gli Area, Francesco Guccini, Eugenio Finardi, Roberto Ciotti, Angelo Branduardi, Antonello Venditti e Kaos Rock.
Il 6 febbraio 1980 il gruppo viene invitato dalla Cramps Records al festival musicale Rock '80. I brani del concerto vengono pubblicati nella compilation dall'omonimo titolo, in cui compaiono anche altri gruppi tra cui i Kaos Rock, gli Windopen, i Take Four Doses, gli X Rated, le Kandeggina Gang e i Dirty Actions. In seguito, Rock '80 sarebbe stato ristampato più volte in Italia e in Germania. Sempre nel 1980 esce una delle loro canzoni più famose, Mi piaccion le sbarbine, già brano di apertura di Kinotto, inserita come lato B del singolo Fagioli. Fu la scelta di presentare Fagioli alle selezioni del Festival di Sanremo 1980 a determinare la fuoriuscita del cantante dal gruppo, che negli anni successivi si dedicò ad altri progetti tra i quali Beppe Starnazza e i Vortici, L'incontentabile Freak Antoni e a esprimere il suo lato più squisitamente satirico e letterario.
Dopo questa opera, all'apice del successo, arrivò nel 1980 l'LP Pesissimo! dove nel          retro-copertina appariva la signora Matilde, mamma del batterista del gruppo Leo Tormento Pestoduro. Fu anche il primo e unico LP che non vide la partecipazione dello storico leader Freak Antoni. Al suo posto debuttò Linda Linetti, la prima voce femminile degli Skiantos. Nel 1981-1982 gli Skiantos furono  coinvolti in un'improbabile e curiosa pubblicità delle patatine Good Pai, con la manipolazione del brano  "Eptadone". Le critiche ricevute per l'album "Pesissimo!" porteranno poi il gruppo allo scioglimento nel 1982.

### 1987-2009: rinascita e riscoperta della band
Il gruppo si ricompone temporaneamente nella formazione a 3 (Freak Antoni, Dandy Bestia e Stefano Sbarbo) nel 1984 con la pubblicazione di Ti spalmo la crema, prologo della riunione definitiva che avverrà nel 1987 con l'album Non c'è gusto in Italia a essere intelligenti. Dei componenti del nucleo storico rimangono il cantante Roberto "Freak" Antoni e il chitarrista/compositore delle musiche Fabio "Dandy Bestia" Testoni a cui si aggiunge nel 1990 il bassista Marco Nanni (ex Stadio, ex Lucio Dalla) detto "Marmo". La formazione originale, tranne il bassista Frankie Grossolani, si riunisce occasionalmente nel 1999 per registrare l'album Doppia dose.
Nel 1992 gli Skiantos pubblicano Signore dei dischi e nel 1993 Saluti da Cortina che ottengono un buon successo.
Agli Skiantos viene attribuito il merito di avere inventato il rock demenziale, basato su testi ironici e apparentemente banali dai quali emerge spesso una satira intelligente, graffiante e surreale. Il gruppo definisce il termine "demenziale" come «un cocktail di ironia, improvvisazione, poesia quasi surreale, cretinerie, paradossi e colpi di genio».
Nel gennaio 2008, Freak Antoni ha raccontato le origini e il percorso degli Skiantos nel programma Fahrenheit di Radio 3, nella sezione Storyville, in cinque puntate di circa mezz'ora; l'audio e le trascrizioni sono reperibili qui.
Gli Skiantos hanno avuto una certa influenza su diversi artisti dell'area bolognese, tra cui Vasco Rossi (che li vorrà come gruppo di spalla al tour del 1990), Luca Carboni e altri. A testimonianza della conquistata rispettabilità artistica, nell'album Doppia dose gli Skiantos si avvalgono della collaborazione di vari artisti di fama come Lucio Dalla, Luca Carboni, Enzo Iacchetti e Samuele Bersani. Ha collaborato alla registrazione di alcuni album anche il batterista Vincenzo Restuccia.
Nel 2004 e 2005 sono ospiti musicali fissi di Colorado Cafè, programma di cabaret trasmesso da Italia 1 e ideato da Diego Abatantuono.
Nel 2007 al MEI - Meeting delle Etichette Indipendenti grazie al lavoro comune di Freak Antoni e Giordano Sangiorgi, patron del Mei, gli Skiantos festeggiano i 30 anni di carriera dall'uscita del primo disco. Nello stesso anno Giordano Sangiorgi con Benedetto Zacchiroli dello staff del Sindaco del Comune di Bologna Sergio Cofferati premia Freak Antoni in Comune a Bologna per i 30 anni di carriera con un premio legato a Bologna Città Creativa della Musica Unesco.
All'inizio del 2009 esce Dio ci deve delle spiegazioni ("possibilmente convincenti" è il sottotitolo), un album che nella biografia ufficiale viene definito "ad alto tentativo d'introspezione e che si fa carico di alcune domande a carattere umano-esistenziale". Nel dicembre del 2009 esce Phogna - The Dark Side of the Skiantos, EP con quattro brani.

### 2012-oggi: abbandono e morte di Freak Antoni, fatti recenti
Nell'aprile del 2012 Roberto "Freak" Antoni comunica la sua volontà di lasciare il gruppo. Il cantante ha affermato di aver preso tale decisione per lo scarso spazio destinato al gruppo nell'odierna scena musicale, preferendo concentrarsi su nuovi progetti artistici, tra i quali la Freak Antoni Band e alcune collaborazioni musicali.
Il 27 giugno del 2013 sulla pagina Facebook degli Skiantos appare il messaggio «E se si ripartisse senza Freak?? Apriamo il dibattito...», che segnala che gli Skiantos rimasti stanno valutando di tornare sul palco anche senza il loro leader storico.
Freak Antoni muore nel febbraio 2014, dopo un lungo periodo di malattia.
Per ricordarlo gli Skiantos organizzano il 16 aprile, giorno del suo compleanno, un concerto a Bologna a cui partecipano gruppi e solisti sia demenziali, come Lino e i Mistoterital, Marco Carena, i Powerillusi, i Belli Fulminati nel Bosco, sia di altri generi ma a lui legati come Eugenio Finardi, Ricky Gianco, Gli Avvoltoi, Claudio Lolli, Omar Pedrini, Luca Carboni, Johnson Righeira, Maurizio Solieri, Ricky Portera e Altera.
Nel novembre 2014 gli Skiantos pubblicano il nuovo singolo "Evacuazioni", l'ultimo inciso con Freak Antoni.
L'anno successivo il gruppo riprende l'attività live, esibendosi in varie occasioni tra cui alla rassegna "Imola in musica" il primo giugno 2016, al "Festival della Canapa" di Forlì il 17 e 18 giugno 2016 e al "Festival dell'Unità" di Ravenna il 9 settembre 2016.
Nel 2018 gli Skiantos partecipano all'album Powerillusi & Friends dei Powerillusi; nel disco interpretano il brano Il superpezzo. Dal 2019 inizia una collaborazione con il cantante Nevruz.
La mattina del 16 marzo 2025 scompare il co-fondatore Fabio Testoni, noto come Dandy Bestia.

## Formazione

### Formazione attuale
- Roberto "Granito" Morsiani – batteria, voce (1989-2007, 2016-oggi)
- Luca "Tornado" Testoni – chitarra, voce (1992, 1993, 1996-2012, 2016-oggi)
- Massimo "Max Magnus" Magnani – basso, voce (2003-2012, 2016-oggi)
- Gianluca "Giangi La Molla" Schiavon – batteria, voce (2007-2012, 2016-oggi)

### Ex componenti
- Roberto "Freak" Antoni – voce (1975-1980, 1984, 1987-2012), morto nel 2014
- Fabio "Dandy Bestia" Testoni – chitarra, voce (1977-1979, 1984, 1987-2012, 2016-2025), morto nel 2025
- Andrea "Jimmy Bellafronte" Setti – voce (1975-1980, 1991, 1999)
- Stefano "Sbarbo" Cavedoni – voce (1977-1982, 1984, 1999, 2003)
- Bubba Loris – voce (1975-1978)
- Mario "Come-Lini" Comellini – voce (1975-1977)
- Linda Linetti – voce (1980-1982)
- Sandro "Belluomo" Dall'Omo – tastiere (1989-1992)
- Andrea "Andy Bellombrosa" Dalla Valle – chitarra elettrica (1977-1982, 1999)
- Gianni "Lo Grezzo" Bolelli – chitarra elettrica (1977, 1979-1982)
- Carlo "Charlie Molinella" Atti – sax tenore (1987-1991, 2009)
- Franco "Frankie Grossolani" Villani – basso (1977-1982)
- Stefano "Ringo Starter" Sarti - basso (1977)
- Lucio Bellagamba – basso (1987-1989)
- Marco Nanni "Marmo" – basso (1989-2003)
- Leonardo "Tormento Pestoduro" Ghezzi – batteria (1977-1982, 1999)
- J. Tornado – batteria (1987-1988)
- Fabio "Tormento Pestolesto" Grandi – batteria (1988-1989)
- Sergio Piccinini – batteria (1987)

## Discografia

### Album in studio
- 1977 – Inascoltable
- 1978 – MONO tono
- 1979 – Kinotto
- 1980 – Pesissimo!
- 1984 – Ti spalmo la crema
- 1987 – Non c'è gusto in Italia ad essere intelligenti
- 1989 – Troppo rischio per un uomo solo
- 1992 – Signore dei dischi
- 1993 – Saluti da Cortina
- 1999 – Doppia dose
- 2005 – Sogno improbabile
- 2009 – Dio ci deve delle spiegazioni

### Album dal vivo
- 1990 – Ze best in laiv!
- 2006 – Skonnessi (Unplugged 1977-2006)

### Raccolte
- 1990 – Skiantos (box-set con la ristampa dei tre lp editi dalla Cramps)
- 1996 – Skiantologia Vol.1
- 2002 – La krema (1977-2002)
- 2004 – Rarities
- 2010 – La Kreme (1977-2010)
- 2017 – Skiantos In The Box (box-set con la ristampa dei tre lp editi dalla Cramps, simile all'edizione del 1990)

### EP
- 2002 – Virus
- 2004 – Col mare di fronte
- 2006 – Sesso pazzo
- 2009 – Phogna - The Dark Side of the Skiantos

### Singoli
- 1978 – Karabigniere Blues/Io sono un autonomo
- 1980 – Fagioli/Mi piaccion le sbarbine
- 1987 – Rantola ancora/Sono un ribelle mamma
- 1988 – Sono Contro!
- 1990 – Il sesso è peccato farlo male
- 1999 – Gratis
- 2001 – Fede Rossoblu
- 2002 – Flippato per gli Skiantos
- 2005 – Sanissimo
- 2005 – Sogno improbabile
- 2014 – Evacuazioni
- 2017 – Angolo B/Micamore (lato A con Claudio Lolli, lato B split Nicholas Merzi)

### Partecipazioni
- 1980 – AA.VV. Rock '80, con il brano Fagioli
- 1995 – AA.VV. Materiale resistente, con il brano Fischia il vento
- 1996 – AA.VV. Quale Natale?, con il brano Natale è
- 2002 – AA.VV. Paz!, con il brano Eptadone
- 2005 – AA.VV. Demential Rock Vol.1, con i brani Col mare di fronte e Latlantide

### Collaborazioni
- 2018 – Powerillusi Powerillusi & Friends, con il brano Il superpezzo

## Videografia

### Video
- 1990 – Skiantos - Videonovela – Film recitato dagli Skiantos con spezzoni dal vivo
- 2006 – Skonnessi – Concerto in chiave acustica

### Videoclip
- 1984 – Ti spalmo la crema
- 1984 – Sapore di sale
- 1984 – Barbara Ann
- 1984 – Azzurro
- 1987 – Sono contro
- 1992 – Signore dei dischi
- 1994 – Il chiodo
- 2000 – Gratis
- 2002 – Virus
- 2009 – Tu tremi
- 2009 – Merda d'artista
- 2018 – Il superpezzo (cover dai Powerillusi)

## Citazioni e omaggi
- Lo Slego, famoso rock club di Viserba, si ispirò per il suo nome ad un verso della canzone degli Skiantos Eptadone[19].
- Secondo alcuni Elio e le Storie Tese renderebbero omaggio fin dal nome ad un verso della canzone Eptadone, citando le «storie pese» presenti nel parlato iniziale del complesso bolognese; quest'ipotesi è stata però smentita da Stefano Belisari (Elio).
- Gli Altera realizzano una loro versione di "Paese scarpa" e inseriscono la frase del ritornello dello stesso brano ("Cosa pretendi da un paese che ha la forma di una scarpa") all'interno del loro singolo "Par-lamento" feat. "Freak" Antoni; entrambi i brani sono parte dell'album "I love Freak" (2014), interamente dedicato al vocalist degli Skiantos.
- J-Ax omaggia gli Skiantos con la canzone "Ribelle e Basta", ispirata a "Sono un ribelle mamma", famosa traccia del gruppo.
- Nel singolo dei Lo Stato Sociale "Combat Pop" all'inizio del brano il cantante pronuncia le parole "genere ragazzi, genere", le medesime pronunciate da Freak nel parlato iniziale del brano "Eptadone".
- Nella terza stagione del programma di Rai 2 Una pezza di Lundini, Raf ha eseguito dal vivo una sua versione di "Gelati" accompagnato dalla band Vazzanikki.